# Mîrne, Odesa
Mîrne (în ucraineană Мирне, în germană Freudental) este us sat în  comunei Bileaiivka din raionul Odesa, regiunea Odesa, Ucraina. Satul a fost locuit de germanii pontici.

## Demografie
Componența lingvistică a localității Mîrne
     Ucraineană (91,04%)
     Rusă (7,41%)
     Română (1,02%)
     Alte limbi (0,28%)
Conform recensământului din 2001, majoritatea populației localității Mîrne era vorbitoare de ucraineană (91,04%), existând în minoritate și vorbitori de rusă (7,41%) și română (1,02%).